# 9648 Gotouhideo
9648 Gotouhideo este un asteroid din centura principală de asteroizi.

## Descriere
9648 Gotouhideo este un asteroid din centura principală de asteroizi. A fost descoperit pe 30 octombrie 1995 la Kashihara de Fumiaki Uto. El prezintă o orbită caracterizată de o semiaxă mare de 2,27 ua, o excentricitate de 0,17 și o înclinație de 4,7° în raport cu ecliptica.